# Bertil Jansson
Oskar Bertil Petrus Jansson (ur. 29 czerwca 1898 w Jönköping, zm. 25 września 1981) – szwedzki lekkoatleta.

## Kariera
Na Letnich Igrzyskach Olimpijskich 1920 odpadł w eliminacjach pchnięcia kulą (zajął w swej grupie 9. miejsce).